# Lucia Calvosa
Lucia Calvosa, född 26 juni 1961 i Rom, är en italiensk professor och företagsledare.
Hon arbetar som professor i handelsrätt vid universitetet i Pisa och är också styrelseordförande för petroleumbolaget Eni sedan 2020 när hon efterträdde Emma Marcegaglia på posten. Calvosa har även suttit som ledamot i styrelserna för bankkoncernen Banca Monte dei Paschi di Siena och telekommunikationsföretaget Telecom Italia.
Hon avlade en examen i juridik vid universitetet i Pisa.